# Tail Patch
Tail Patch är ett svenskt punkrockband från Eskilstuna. Bandet bildades omkring 2016.
Tail Patch består av basisten Felix Cederlöf, gitarristen och sångaren Samuel Eriksson samt trummisen William Lundberg. Lundberg är den enda originalmedlemmen kvar sedan bandets grundande, medan Cederlöf och Eriksson anslöt kort därefter. 
Tail Patch har har släppt två album, en EP och flera singlar sedan deras debut 2017. Bandet skrev på för Rexius Records l 2024.

## Musik och skivsläpp
Tail Patch släppte sin första inspelning, Fuck the Rules, år 2017. Under 2018 följde GO! GO! GO!. År 2019 släppte Tail Patch deras debutalbum We Are Tail Patch. Några år senare släppte de High Stakes år 2022.
Under 2023 släppte Tail Patch sitt andra fullängdsalbum High Stakes på vinyl.

## Diskografi

### Album
- We Are Tail Patch (2019)
- High Stakes (2022)

### Singlar och EP-skivor
- Fuck the Rules (2017)
- GO! GO! GO! (2018)
- Brain Dysfunction (2020)
- Liar In Disguise (2023)
- Get a Grip (2024)
- Gotta Get Away (2025)
- One Step Ahead (2025)